# BET Award for Best Movie
Der BET Award for Best Movie ergänzt seit 2010 die Filmpreiskategorien des BET Awards um einen Award für den besten Film des Jahres.

## Sieger und Nominierte
Die Siegerfilme stehen vorangestellt und in Fettschrift.

### 2010er
| Jahr                                                                  | Film  | Ref |
| --------------------------------------------------------------------- | ----- | --- |
| 2010                                                                  |       |     |
| Precious – Das Leben ist kostbar (Precious)                           |       |     |
| Avatar – Aufbruch nach Pandora (Avatar)                               |       |     |
| Blind Side – Die große Chance (The Blind Side)                        |       |     |
| Gesetz der Rache (Law Abiding Citizen)                                |       |     |
| Michael Jackson’s This Is It                                          |       |     |
| 2011                                                                  |       |     |
| For Colored Girls                                                     | [ 1 ] |     |
| Sterben will gelernt sein (Death at a Funeral)                        | [ 1 ] |     |
| Takers – The Final Job (Takers)                                       | [ 1 ] |     |
| Auch Liebe macht mal Ferien 2 (Why Did I Get Married Too?)            | [ 1 ] |     |
| 2012                                                                  | [ 1 ] |     |
| The Help                                                              | [ 2 ] |     |
| Good Deeds                                                            | [ 2 ] |     |
| Jumping the Broom                                                     | [ 2 ] |     |
| Kevin Hart: Laugh at My Pain                                          | [ 2 ] |     |
| Red Tails                                                             | [ 2 ] |     |
| 2013                                                                  | [ 2 ] |     |
| Denk wie ein Mann (Think Like a Man)                                  |       |     |
| Beasts of the Southern Wild                                           |       |     |
| Django Unchained                                                      |       |     |
| Something from Nothing: The Art of Rap                                |       |     |
| Sparkle                                                               |       |     |
| 2014                                                                  |       |     |
| 12 Years a Slave                                                      | [ 3 ] |     |
| Der Butler (The Butler)                                               | [ 3 ] |     |
| Urlaub mit Hindernissen – The Best Man Holiday (The Best Man Holiday) | [ 3 ] |     |
| Nächster Halt: Fruitvale Station (Fruitvale Station)                  | [ 3 ] |     |
| Kevin Hart: Let Me Explain                                            | [ 3 ] |     |
| 2015                                                                  | [ 3 ] |     |
| Selma                                                                 | [ 4 ] |     |
| Annie                                                                 | [ 4 ] |     |
| Beyond the Lights                                                     | [ 4 ] |     |
| Denk wie ein Mann 2 (Think Like a Man Too)                            | [ 4 ] |     |
| Top Five                                                              | [ 4 ] |     |
| 2016                                                                  | [ 4 ] |     |
| Straight Outta Compton                                                |       |     |
| Beasts of No Nation                                                   |       |     |
| Erschütternde Wahrheit (Concussion)                                   |       |     |
| Creed – Rocky’s Legacy (Creed)                                        |       |     |
| Dope                                                                  |       |     |
| 2017                                                                  |       |     |
| Hidden Figures – Unerkannte Heldinnen (Hidden Figures)                |       |     |
| The Birth of a Nation – Aufstand zur Freiheit (The Birth of a Nation) |       |     |
| Fences                                                                |       |     |
| Get Out                                                               |       |     |
| Moonlight                                                             |       |     |
| 2018                                                                  |       |     |
| Black Panther                                                         |       |     |
| Das Zeiträtsel (A Wrinkle in Time)                                    |       |     |
| Girls Trip                                                            |       |     |
| Mudbound                                                              |       |     |
| Detroit                                                               |       |     |
| 2019                                                                  |       |     |
| BlacKkKlansman                                                        |       |     |
| Creed II – Rocky’s Legacy (Creed II)                                  |       |     |
| If Beale Street Could Talk                                            |       |     |
| Spider-Man: A New Universe (Spider-Man: Into the Spider-Verse)        |       |     |
| The Hate U Give                                                       |       |     |

### 2020er
| Jahr                                                              | Film | Ref |
| ----------------------------------------------------------------- | ---- | --- |
| 2020                                                              |      |     |
| Queen & Slim                                                      |      |     |
| Bad Boys for Life                                                 |      |     |
| Dolemite Is My Name                                               |      |     |
| Harriet – Der Weg in die Freiheit (Harriet)                       |      |     |
| Homecoming – Ein Film von Beyoncé (Homecoming: A Film by Beyoncé) |      |     |
| Just Mercy                                                        |      |     |
| 2021                                                              |      |     |
| Judas and the Black Messiah                                       |      |     |
| Der Prinz aus Zamunda 2 (Coming 2 America)                        |      |     |
| Ma Rainey’s Black Bottom                                          |      |     |
| One Night in Miami                                                |      |     |
| Soul                                                              |      |     |
| The United States vs. Billie Holiday                              |      |     |
| 2022                                                              |      |     |
| King Richard                                                      |      |     |
| Candyman                                                          |      |     |
| Respect                                                           |      |     |
| Space Jam: A New Legacy                                           |      |     |
| Summer of Soul                                                    |      |     |
| The Harder They Fall                                              |      |     |